# Сосьяль Соль
Клуб Депортиво Сосьяль Соль (исп. Club Deportivo Social Sol) — гондурасский футбольный клуб из города Оланчито, в настоящее время выступающий в Лиге Ассенсо, второй по уровню в системе футбольных лиг страны. Домашние матчи команда проводит на стадионе Сан-Хорхе, вмещающем около 3 000 зрителей.
«Сосьяль Соль» был основан 13 апреля 1968 года. Почти 50 лет клуб провёл в низших дивизионах. В Апертуре 2004 команда вышла в финал Лиги Ассенсо, где по сумме двух встреч уступила клубу «Депортес Савио» (2:1 дома и 2:5 в гостях). В Клаусуре 2008 «Сосьяль Соль» вновь достигла финала, где оказалась слабее «Реал Хувентуда» (0:0 дома и 1:3 в гостях). Спустя год она вновь играла в финале, на этот раз уступив в серии пенальти «Некаксе». Наконец «Сосьяль Соль» победила в Апертуре 2015, а затем 16 июне 2016 года одолела в матче за выход в Национальную лигу Гондураса клуб «Альянса де Бесерра» в серии пенальти.
30 июля 2016 года «Сосьяль Соль» дебютировала в Национальной лиге Гондураса, проиграв «Олимпии» со счётом 2:3 в гостях, при том ведя по ходу матча 2:0. Команда выдала на старте 14-матчевую безвыигрышную серию, а первую победу смогла одержать только 30 октября, одолев дома «Мотагуа». Таким образом, «Сосьяль Соль» стала последней по итогам Апертуры 2016. В Клаусуре 2017 она заняла девятое место, но в итоговой таблице сезона последнее, и вылетела обратно в Лигу Ассенсо.